# Покровське (Баштанський район)
Покро́вське — село в Україні, у Широківській сільській громаді Баштанського району Миколаївської області. Населення становить 95 осіб.